# Стреляй вместо меня
«Стреляй вместо меня» — советский фильм 1970 года, снятый на Рижской киностудии режиссёром Янисом Стрейчем.

## Сюжет
Гражданская война в России, революционный комитет посылает киномеханика Езупа Гайдулиса в сельскую местность демонстрировать кино и агитацию.

## В ролях
- Бертулис Пизич — Езуп Гайдулис
- Астрида Кайриша — Ирина, актриса, звезда немого кино
- Янис Стрейч — отец Арсений
- Артурс Берзиньш — Ян Рудзат, красный латышский стрелок
- Николай Мерзликин — Негоров
- Ольгерт Дункерс — Панов, кинофабрикант
- Имантс Стродс — Митька
- Янис Грантиньш — монах
- Александр Боярский — офицер
- Волдемар Лобиньш — Семёнов
- Павел Первушин — рыболов
- Алексей Михайлов — комиссар
- Мирдза Мартинсоне — Акулинушка
- Владимир Шаховской — эпизод
- Эгонс Майсакс — эпизод

## Съёмки
Съемки фильма проходили в Даугавпилсе на улице А. Пумпура и Лудзас, а также на железнодорожной станции Ликсна, в массовых сценах снялись жители города.

## Критика
Современная фильму критика отмечала, что в этом историко-революционном фильме нашли свои выражения особенности приключенческого жанра, историки кино относят фильм к жанру истерна.
Отмечается, что в этой первой самостоятельной работе (со временем ставшей классикой) режиссёр Янис Стрейч «не только содержательно, но и художественно» определил свои цели:

Во-первых, фильм о роли кино во время политических штормов. Во-вторых, фильм о революции и ее «шлейфе». … Фильм об искусстве и войне. О надежде художника оставаться только художником. Что там скрывать, это в фильме герою стоит жизни. … И не всегда верно крылатое выражение «когда говорят пушки, музы молчат». Иногда они кричат.
Оригинальный текст (латыш.)Pirmkārt, filma ir par kinomākslas lomu politisko vētru laikā. Otrkārt, filma ir par revolūciju un tās «šlepi». ... Filma ir par mākslu un karu. Par mākslinieka cerību palikt tikai māksliniekam. Ko tur slēpt, tas filmas varonim Jezupam Gaidulim maksā dzīvību. … Un ne vienmēr ir taisnība spārnotajam teicienam «kad runā lielgabali, mūzas klusē». Dažkārt viņas kliedz.

Критикой замечена и актёрская работа режиссёра Яниса Стрейча, который сам исполнил одну из главных ролей:

Абсолютное зло — отца Аресения, главаря бандитов, в фильме играет сам режиссер Янис Стрейч. Священник самозванец с угольно чёрными волосами и бородой, и большим белым крестом на груди. Езуп, который вместе с мамой ходил в церковь, не может стрелять, не может покориться, не может… Стрейч хороший актёр и приносит в своем фильме мощный отповедь, что ситуацию делает динамичной и психологически сложной. Его диалоги с Езупом умные и манипулятивные, но он, как истинно «чёрное», испытывают определенное уважение и трепет к настоящему «белому». В этом смысле диалоги между Арсением и Езупом сопоставимы с фильмом Ингмара Бергмана «Седьмая печать» по «Игре в шахматы со смертью».
Оригинальный текст (латыш.)Absolūto ļaunumu — tēvu Arsēniju, bandītu grupas vadoni, filmā spēlē pats režisors Jānis Streičs. Garīdznieks viltvārdis ar ogles melniem matiem un bārdu un lielu baltu krustu uz krūtīm. Jezups, kurš kopā ar mammu gāja uz baznīcu, nevar izšaut, nevar pakliegt, nevar… Streičs ir labs aktieris un ienes savā filmā jaudīgu pretspēku, kas situāciju padara dinamisku un psiholoģiski sarežģītu. Viņa sarunas ar Jezupu ir gudras un manipulatīvas, tomēr viņš, kā īsteni «melnais», izjūt zināmu cieņu un bijību pret īsteni « balto». Šajā nozīmē dialogi starp Arsēniju un Jezupu ir salīdzināmi ar Ingmara Bergmana Septīto zīmogu un slaveno šaha spēli ar nāvi.

Также критикой отмечена игра актрисы Астриды Кайриши исполнившей в фильме роль «звезды» немого кино:

И вновь Кайриша подтвердила умение выстроить образ из полутонов, с эмоциональной насыщенностью. Её Ирина обладала какой-то таинственной, притягательной красотой, она была словно окружена ореолом легенды — как и положено «звезде».— Экран, 1977